# 天城山心中
天城山心中（あまぎさん しんじゅう）とは、1957年12月10日に、伊豆半島の天城山において、4日前から行方不明となり捜索されていた学習院大学の男子学生のO（大久保武道、当時20歳）と、同級生女子の愛新覚羅慧生（あいしんかくらえいせい：当時19歳）の2名が、Oの所持していた拳銃で頭部を撃ち抜いた状態の死体で発見された。当時のマスコミ等で「天国に結ぶ恋」として報道された事件。
慧生は清朝最後の皇帝にして、旧満洲国の皇帝でもあった愛新覚羅溥儀の姪にあたり、溥儀の実弟愛新覚羅溥傑の長女。
母は「流転の王妃」で知られる旧侯爵嵯峨家の嵯峨浩。

## 事件の経緯

### 出会い
1956年、4月。Oと愛新覚羅慧生は、それぞれ学習院大学文学部国文学科に入学した。
Oは青森県八戸市出身で、父親の大久保弥三郎は八戸市議、東北銀行八戸支店長を経て、南部鉄道常務を務め、八戸の漁具問屋の経営も行う裕福な家庭で育ち、大学入学を機に上京した。合気道が強く、バンカラを地で行くような学生だった。一方、慧生は、幼少期を満洲国で過ごした後、母：浩の実家である旧侯爵嵯峨家で育ち、初等科から学習院女子中等科、同高等科を経て同大学文学部国文科に入学し、初等科卒業以来、初めて男子と同じクラスになる。
Oは丸坊主で学生帽を被り、質実剛健、感情と行動に距離がなく、猪突猛進、愚直な性格で、都会的で洗練された学習院の学生の中では異質な存在であった。一方、慧生は美しく社交的で快活、いつも学内の中心にいる存在であり、訛りを気にしてクラスで1人ぽつんといたOに声をかけて気を配るというクラスメイトの関係から始まる。Oは優しくしてくれる慧生に感激して女神のように崇めはじめるが、慧生は学内の華であり、心を寄せる男子学生の取り巻きも多く、Oは特別な存在ではなかった。ただ慧生の周りにはいないタイプの無骨で愚直なOの行動は、上流階級育ちの彼女には新鮮な驚きがあった。
6月下旬、Oは初めて慧生と2人で会話をして身の上を聞き、自宅まで送った。この時、Oの他の学習院生とあまりに異なる風体に慧生の家族の反応は厳しく、慧生はOの自宅への来訪を禁じ、次々送られてくる手紙も一方的なものであると家族に説明していた。
Oは入学当初から「命がけ」という言葉をよく使い、「ごまかしながら生きるより、清く死を選ぶ」という死に対する衝動が常にあった。8月頃のOから慧生に宛てた手紙にも、慧生への熱情の中に死を含ませた文章を綴っている。この頃の慧生はOに好意はあるものの、それはあくまでも友情であり、特殊な生い立ちである自身の今後の人生を考え、迷いながらも冷静さを保とうとしている。また慧生に思いを寄せる男子学生は他にもあり、その男子学生とOで決闘騒ぎも起こっている。
11月30日、元々身体の弱い慧生が体調を崩して大学を休むと、自宅の嵯峨家にOが見舞いに訪れる。病気であるからと家族に面会を断られても、通された応接室から1日動こうとしないOの極端な行動に、特に慧生の祖母が警戒し、彼との交際を厳しく禁じた。11月26日に訪ねた際に不在と言われたOは翌日慧生に宛て、慧生の家族に心配をかけたことを詫び、今までもらった慧生からの手紙は焼却し、以後没交渉とすると宣言した。
12月に入るとOは慧生への思いを断つべく実家に帰省し、断髪して座禅を組み断食修行を行った。絶縁状を受け取った慧生は毎日のようにOに手紙を送り、体調を崩した事で冷静さを失い、揺れていた気持ちが一気に傾くことになる。慧生の手紙を見て喜んだOは東京に戻って12月30日に嵯峨家を訪れ、再び面会を断られて犬に吠えられ一筆書いたのみで帰っている。

### 「婚約」
年が明けた1957年2月、2人は蕎麦屋で長時間語り合った後、「婚約」を決める。しかしその後、冷静さを取り戻した慧生は友人達の猛反対にもあい、何度かOに「婚約解消」を持ち出すが、その度に彼が自暴自棄になって解消は立ち消えになるという事を繰り返した。慧生は家族に交際を知られないよう、Oとの手紙のやり取りを友人の名前で作った封筒で行うなど行動に細かくルールを取り決めていた。
7月、Oは大学院進学を諦め、アルバイトをしながら2人の将来のための貯蓄をはじめる。お金は慧生が預かり、月に一度は貯金をするという約束をした。慧生は夏に妹と冨士登山をしたり、友人との手紙のやり取りからも学生生活を謳歌していて、2年生の秋頃まで言動に陰りは見られない。一方、Oは10月末頃、知人にセックスに関する悩みを打ち明けている。自分の父親が愛人に子供を産ませており、その血が自分にも流れている事を悩んでいた。
事件の1か月ほど前の11月10日には、慧生はOに宛てた書簡の中で、「（前略）昼間屋上のベンチで過ごしたときのことを考えると涙が出てきます。今もあんなふうに武道様（O）に甘えたい。（中略）武道様が思ってくださると思うだけでニャンコは幸せです。ほんとうに幸せ。世界で一番幸せです」と綴り、「大好きな大好きな大好きな大好きな大好きな大好きな大好きな大好きな武道様、エコより」と結んでいる。同月13日の書簡には「誰もいなかったら飛んで行ってかじりつきたい」、15日には「『熱烈な恋愛中』と書いた幟を立てて毎日東京中を歩いてもかまわない」、17日には「武道様のそういう根本的な暖かさ」に「『ゾッコン参って』います」と書いている。
11月、慧生に思いを寄せていた男子学生が、秘密にしていたOとの婚約を知った事による非難の手紙が慧生に送られている。慧生がまた体調を崩す。11月30日、慧生からO宛の最後の手紙には、月曜日に毎月の貯金に一緒に行く事が書かれていて、死の影は見えない。
12月1日の日曜日、熱を出して休んでいた慧生の自宅にOと見られる男から電話があり、慧生が電話口で「いらしていただいても困ります！」と珍しく声を荒らげていた。その日の夕方、「自由が丘まで行く」と言って外出した。

### 事件前夜
12月2日、慧生は少なくとも3人にSOSのサインを送っていた。大学で授業の前、親友の「オサト」に、バッグから取り出した拳銃を見せている。「O君が青森のご実家から持ち出されたものなの。『この銃で自殺する』とおっしゃって。わたくし一生懸命説得してお預かりしましたのよ」と落ち着いた口調で話したという。クラスメイトは皆Oの自殺願望を知っており、オサトは慧生にそんなものを持っていたら危ない、誰かに預けるよう言い、慧生が「ええ、そうしますわ」と返事をしたため、教室に戻った。もう1人の親友「木下」も同様に慧生から拳銃を見せられたが、日頃から2人の揉め事を聞かされていた事から、それが重大な結果に繋がるとは思わなかったという。
慧生の最後の手紙によると、この日の午後、慧生とOは長時間話合い、自殺するというOの決意を覆す事ができず、慧生も同意したとされる。この前後にも慧生はOが暮らしていた学生寮「新星学寮」（上杉慎吉の元私塾）の寮監で、Oの父の旧友であった穂積五一に電話を入れているが、風邪で休んでおり、対応した穂積の妻に「Oさんが近頃・・」と言いかけたまま電話は切れたという。
12月3日、オサトは大学の移動時間に慧生を見かけ、拳銃の事について念を押した。この時の慧生は「ええ・・」と鈍い反応だったという。オサトは慧生が特に変わった様子がなく、銃の件は何らかの形で解決したと考え、2人は笑顔で別れた。

### 失踪・最期
12月4日の朝、慧生は普段通りに大学へ向かい、午前中には学生達から姿を目撃されている。午後7時頃、慧生が自宅に戻らない事から、家族が関係各所に電話をかけはじめる。そのころ同日夕方には、湯ヶ島の静岡県警派出所に、伊豆の山中で男女を降ろしたタクシー運転手から「心中でもする気ではないか」という届けが入っていた。
12月5日、穂積の元に慧生からの最後の手紙が届く。手紙には、思いつめたOに同行するが強制されたわけではない、といった内容が書かれていた。Oと同室の寮生から、2日前に身辺整理をしていた事、伊豆の地図を見ていた証言が出る。また秋にはOが1人で伊豆へ旅行していた事も確認される。
12月6日、朝から寮生たちが伊豆方面に捜索に出る。
12月7日、新聞各紙の朝刊に「男友達に同情して“プリンセス”心中行ー元満州国皇帝のメイ家出」という見出しなどで記事が出る。オサトら学習院の同級生や地元の消防団が警察と共に伊豆での捜索に加わる。オサトらは4日の夕方に修善寺駅から2人を乗せたタクシーの運転手の証言を聞いた。「天城山トンネルまで行ってくれ」と言われ、女の方は「帰りましょう、ねえ、帰りましょう」「今なら、まだ間に合うから、帰りましょう」と言い続けていた。午後5時頃に下車し、運転手は日暮れも近い事から、待っていましょうかと声をかけると、男は「この辺りはよく知ってるから」と即答した。女は「ああ！こんな時間！」と言って2人は八丁池に通じる道を登っていった。不審に思った運転手は、その後湯ヶ島の警察に通報した。慧生はこの登山道に沿って学習院のサークルチラシをちぎっていき、目印を残していた。
12月8日、2人の足跡が八丁池方面三つ叉道付近で発見される。霧が深く立ちこめて視界がきかず、捜索打ち切りが決定され、同級生らは帰京した。夕方、O家と嵯峨家の話し会いが持たれ、2人に関する一切を穂積に一任し、穂積は新聞・ラジオを通じて「姿を現せば2人の交際を認める」と呼びかけた。
12月9日、伊豆に残った学生らが樹木の古株の中で着替えや靴などの遺留品を発見。
12月10日、午前9時半頃、天城山頂トンネル入り口から八丁池へ登るコースを登った標高900mの雑木林の中で、山道から20mほど入った窪地で地元消防団員が2人の遺体を発見。百日紅の木の下に2人が並んで横たわっていたとするが、近年になって遺体の第一発見者が、慧生は木の根元に凭れかかるようにして死んでおり、武道は1mほど離れたところに倒れていて、2人は別々に横たわっていたとする証言もある。凶器になった銃はOの右手に握られていた。慧生の遺体は左こめかみに銃弾の穴があり、右利きの彼女は明らかに撃たれて死亡しており、右頬には銃弾が掠めたような深くえぐられた傷跡があった。死亡診断書には「他殺。銃弾による頭部貫通」と記された。銃はOが八戸の実家から持ち出した軍用拳銃で、父親の弥三郎が満州で憲兵をしていた時代のものだった。

### 慧生の最後の手紙
慧生は最後の手紙を4日の午前8時頃に学生寮長の穂積宛に記し、その日の午後に投函したと見られる。末尾に12月3日夜8時5分と記されたこの手紙は便箋5枚にわたるものだったが、穂積から預かった嵯峨家が焼却してしまったため、以下は穂積の記憶に基づく。
なにも残さないつもりでしたが、先生（穂積）には気がすまないので筆をとりました。Oさんからいろいろ彼自身の悩みと生きている価値がないということをたびたび聞き、私はそれを思い止まるよう何回も話しました。二日の日も長い間Oさんの話を聞いて私が今まで考えていたことが不純でOさんの考えの方が正しいという結論に達しました。
それでも私は何とかしてOさんの気持を変えようと思い先生にお電話しましたが、おカゼで寝ていらっしゃるとのことでお話できませんでした。私がOさんと一緒に行動をとるのは彼に強要されたからではありません。また私とOさんのお付き合いの破綻やイザコザでこうなったのではありませんが、一般の人にはおそらく理解していただけないと思います。両親、諸先生、お友達の方々を思うと何とも耐えられない気持です。

## 事件後
慧生の母・嵯峨浩や嵯峨家は2人の交際を認めておらず、事件はピストルで脅され連れ出された上での無理心中であるとしている。一方、O家では『2人の合意の上での情死』という認識で、八戸のO家の墓には慧生の戒名が刻まれている。2人の同級生や関係者はマスコミに様々に証言した他、2人の書簡も公表された。1958年には映画『天城心中 天国に結ぶ恋』が公開されるなど、悲劇の純愛物語として流布された。
1959年、嵯峨浩は慧生の一周忌にあたり自らの半生記『流転の王妃』を出版し、その中で「慧生には死ぬ気はなく、事件は心中ではない」と主張した。その2年後の1961年には、親友の木下明子と寮長の穂積五一が、慧生とOの書簡を中心にまとめた『われ御身を愛す: 愛親覚羅慧生・O遺簡集』（鏡浦書房）を出版した。2人の往復書簡は、今まで互いに受け取った手紙をそれぞれが束にして小包とし、事件の朝にOの母・S宛てに別々に投函したものだという。
慧生の父・溥傑は慧生の死について、結婚に反対されたための自殺と考えていた。溥傑によると、浩は慧生を中国人と結婚させようと考え、慧生の選んだ相手との結婚に反対していた。当時、撫順戦犯管理処に収監されていた溥傑は、慧生からの手紙で好きな人がいると打ち明けられ、父としての意見を求められた。だが慧生との離別が長い溥傑は母の意見に従うよう返信し、後に慧生の死を知って、あの時自分が同意していれば慧生は死ぬことはなかっただろうと後悔の念を述べている。また伯父の溥儀も自伝『わが半生』で、慧生は恋愛問題のために自殺したとの見解を示しており、無理心中を主張する嵯峨家に対して、愛新覚羅家では同意の上の心中と認識されている。
事件から50年以上経った2009年、慧生の親友・オサトが、事件について初めて証言した。オサトは慧生の中高生時代からの親友であり、Oとの出会いから交際まで相談を受け、失踪直前にも自殺するというOから慧生が取り上げた拳銃を見せられている。失踪後の2人の捜索にも加わり、慧生の遺体とも対面、告別式では学生を代表して弔辞を読んだ。事件の1ヶ月後に学習院を退学し、マスコミに対して事件を語ることはなかった。
「エコちゃん（慧生の愛称）はいつもO君の母親の役割をしていらした。寮の穂積先生に最後の手紙を書いた後も、きっと何とか自殺を思いとどまらせようと一生懸命だったと思います。彼女はどんなときでも、人を拒まない優しさをお持ちでした。その優しさが命取りになったのだと思います。」「……助けを求めていたエコちゃんを引き止めることができなくて申し訳なかったという気持ちでいっぱいです。『エコちゃん、本当は死にたくなかったのよね』。そう、彼女の亡骸に声をかけてあげたいのです」—本岡典子、『流転の子　最後の皇女・愛新覚羅嫮生』、2011年11月、p.192 - 215より
またオサトは捜索時に、2人をタクシーに乗せた運転手から、慧生が「帰りましょう、ねえ帰りましょう」「今ならまだ間に合うから、帰りましょう」と繰り返しOを引き止める言葉を聞いたという。

## 事件を題材とした作品
- 天城心中 天国に結ぶ恋（1958年）

制作 - 近江俊郎
監督 - 石井輝男
脚本 - 館岡謙之助
出演
三ツ矢歌子（王英生（愛新覚羅慧生））
高橋伸（大谷武明）
真山くみ子（母治子（嵯峨浩））
製作 - 富士映画
配給 - 新東宝